# 雅各布斯半島
81°52′S 162°39′E / 81.867°S 162.650°E
雅各布斯半島（Jacobs Peninsula），是南極洲的半島，位於沙克爾頓海岸，從納什山脈向東延伸至羅斯冰架，長8公里、寬5公里，以海洋學家命名，現時由南極條約體系管理。